# Једренски мир (1713)
Једренски уговор, је међународни докуменат о миру, потписан 24. јуна 1713. у Адријанопољу (сада Једрене , Турска) између Отоманског царства и Царства Русије и потврдио је Уговор из Прута из 1711. године, којим је окончана Кампања на реку Прут (1710–1711).
У складу са овим уговорима, Русија је Турској уступила Азов са суседном територијом до реке Орел .
У Совјетској војној енциклопедији Адријанопољски уговор је оцењен као велики дипломатски успех Русије, јер јој је, упркос територијалним губицима, обезбедио слободу деловања у борби за обале Балтика . Адријанопољски уговор је био на снази до закључења „вечног мира“ у Цариграду 1720. године.
Прутски уговор, који је потписао Балтачи Мехмед-паша, у почетку је добро примљен у Цариграду, али незадовољна проратна странка, коју је подржао краљ Карл XII Шведски, који је заузео уточиште у Отоманском царству од 1709. године, окренуо је јавно мњење против Балтачи Мехмет паше, који је коначно разрешен дужности.
Султан Ахмед Трећи није успео да настави рат са Русијом. Коначно га је изнервирала проратна партија и одлучио је да проблематичног шведског краља пошаље назад у његову домовину, чиме су уклоњене све препреке за коначно мировно решење са Русијом. 
Према одредбама Једренског уговора одлучено је да:
1. Руско-османска граница између река Самаре и Орел дели регион омеђен овим рекама на два једнака дела.
2. Азов ће бити враћен Османлијама.
3. Забрањена је свака агресија, злочин или насиље између Русије и Отоманског царства.
4. Руси морају да се држе подаље од свих сукоба између Калмика и народа Крима.
5. Претензије кримских Татара према Руском краљевству су одложене.
6. Овај уговор би остао на снази двадесет пет година и био би замењен одредбама утврђеним Београдским и Нишким уговором после Руско-турског рата 1735-1739.